# Departamento San Justo (Córdoba)
San Justo es uno de los 26 departamentos que componen la provincia de Córdoba (Argentina). Su cabecera es la ciudad de San Francisco.

## Toponimia
Si bien existen documentos que afirman que el departamento San Justo lleva este nombre en honor a los importantes servicios que prestó el presidente de la Nación Justo José de Urquiza al país, el historiador Carlos N. Andrés en 1942 afirmó que tal nombre se debe a una antigua misión jesuita establecida en aquel lugar en el siglo xviii.

## Historia
El departamento San Justo fue creado por decreto provincial del gobernador de Córdoba Mariano Fragueiro el 1 de diciembre de 1859, fecha en que fue dividido en dos el departamento Río Segundo, conservando dicho nombre la parte oeste, y bautizando San Justo a la parte este.
En 1938, hubo intenciones de dividir el departamento San Justo en dos, mediante un proyecto presentado por el diputado provincial Manuel Serra, y así crear uno nuevo, el Mariano Moreno, en el cual la ciudad de Arroyito sería su cabecera. Dicho proyecto nunca fue aprobado.

## Superficie y límites
El departamento tiene 15.559 km² y limita al sur con los departamentos Unión y Marcos Juárez, al oeste con los departamentos Río Segundo y Río Primero y al norte con la laguna Mar Chiquita, los departamentos Tulumba y Río Seco, la provincia de Santiago del Estero y al este la provincia de Santa Fe.

## Pedanías
Para fines catastrales, el departamento se divide en seis pedanías:
- Arroyito
- Concepción
- Juárez Celman
- Libertad
- Sacanta
- San Francisco

## Localidades y gobiernos locales
El departamento comprende 38 gobiernos locales, cuyos ejidos municipales no son colindantes y por tanto no ocupan la totalidad del territorio departamental. 
Se encuentran categorizados en 30 municipios:
- Alicia
- Altos de Chipión
- Arroyito
- Balnearia
- Brinkmann
- Colonia Marina
- Colonia Prosperidad
- Colonia San Bartolomé
- Colonia Vignaud
- Devoto
- El Arañado
- El Fortín
- El Tío
- Freyre
- La Francia
- La Paquita
- La Tordilla
- Las Varas
- Las Varillas
- Marull
- Miramar
- Porteña
- Morteros
- Quebracho Herrado
- Sacanta
- San Francisco
- Saturnino María Laspiur
- Seeber
- Tránsito
- Villa Concepción del Tío

Y 8 comunas:
- Colonia Anita
- Colonia Iturraspe
- Colonia Las Pichanas
- Colonia San Pedro
- Colonia Valtelina
- Plaza Luxardo
- Toro Pujio
- Villa San Esteban

Hay otras 7 localidades que no se constituyen en gobiernos locales y por tanto no poseen ejido municipal ni autoridades propias:
- Colonia Diez de Julio
- Colonia Santa María, dentro del ejido del municipio de Colonia Prosperidad.
- El Fuertecito, dentro del ejido del municipio de Arroyito.
- Estación Luxardo, dentro del ejido de la comuna de Plaza Luxardo.
- Plaza San Francisco, dentro del ejido del municipio de San Francisco.
- Trinchera
- Villa del Tránsito, dentro del ejido del municipio de Tránsito.

Ciudades mas pobladas del Departamento 
- San Francisco: (69.047)
- Arroyito: (28.008)
- Morteros : (20.631)
- Las Varillas : (18.752)
- Brinkmann : (11.321)

## Demografía

### Estructura
Según el censo 2022 la población total del departamento es de 230 335 personas, repartidas en 
117 730 mujeres y 112 605 hombres, con un índice de masculinidad de 95,6 hombres por cada 100 mujeres. 
La edad mediana de la población es de 34 años (35 años entre las mujeres y 33 años entre los hombres).
El 13,3% de la población tiene más de 65 años (frente al 12,6% en 2010), y el 3,1% de la población tiene más de 80 años (frente al 3,2% en 2010)

### Salud y educación
El 70,7% de la población tiene al menos un tipo de cobertura de salud. 
Unas 70 281 personas asisten a algún tipo de establecimiento educativo de cualquier nivel y unas 27 070 personas tienen un título terciario o superior (18,2% sobre el total de la población instruida). La tasa de alfabetización es del 99,7

### Migraciones
De las personas residentes en el departamento, unas 32 482 (14,1% del total de población) nacieron en otra provincia, y unas 1 310 (0,6% del total de población) lo hicieron fuera del país, siendo los grupos de inmigrantes más numerosos los provenientes de:
- Bolivia: 163 personas
- Venezuela: 151 personas
- Paraguay: 148 personas
- Colombia: 91 personas
- Italia: 78 personas

### Hogares
En el departamento hay un total de 96 754 viviendas  y 85 574 hogares. 
En cuanto al régimen de tenencia y regularidad de la propiedad de las viviendas, el 57,3% es propia, el 27,8% es alquilada, el 8,7% es cedida o prestada, y el resto se encuentra en otra situación.
Sobre el total de hogares, 76 185 (79,0% del total) tienen acceso a red pública de agua corriente, 37 368 (43,6% del total) tienen desagüe y descarga a red pública cloacal, 32 608 (38,1% del total) tienen acceso a red pública de gas, y 70 347 (82,2% del total) tienen acceso a red de internet en la vivienda. 

## Sismicidad
La sismicidad de la región de Córdoba es frecuente y de intensidad baja, y un silencio sísmico de terremotos medios a graves cada 30 años en áreas aleatorias. Sus últimas expresiones se produjeron:
- 22 de septiembre de 1908 (116 años), a las 17.00 UTC-3, con 6,5 Richter, escala de Mercalli VII; ubicación 30°30′0″S 64°30′0″O / -30.50000, -64.50000; profundidad: 100 km; produjo daños en Deán Funes, Cruz del Eje y Soto, provincia de Córdoba, y en el sur de las provincias de Santiago del Estero, La Rioja y Catamarca[25]

- 16 de enero de 1947 (78 años), a las 2.37 UTC-3, con una magnitud aproximadamente de 5,5 en la escala de Richter (terremoto de Córdoba de 1947)[24]

- 28 de marzo de 1955 (70 años), a las 6.20 UTC-3 con 6,9 Richter: además de la gravedad física del fenómeno se unió el desconocimiento absoluto de la población a estos eventos recurrentes (terremoto de Villa Giardino de 1955)

- 7 de septiembre de 2004 (20 años), a las 8.53 UTC-3 con 4,1 Richter

- 25 de diciembre de 2009 (15 años), a las 21.42 UTC-3 con 4,0 Richter